# Mooresville (Indiana)
Mooresville es un pueblo ubicado en el condado de Morgan en el estado estadounidense de Indiana. En el Censo de 2010 tenía una población de 9326 habitantes y una densidad poblacional de 567,77 personas por km².

## Geografía
Mooresville se encuentra ubicado en las coordenadas 39°36′14″N 86°22′1″O / 39.60389, -86.36694. Según la Oficina del Censo de los Estados Unidos, Mooresville tiene una superficie total de 16.43 km², de la cual 16.28 km² corresponden a tierra firme y (0.9%) 0.15 km² es agua.

## Demografía
Según el censo de 2010, había 9326 personas residiendo en Mooresville. La densidad de población era de 567,77 hab./km². De los 9326 habitantes, Mooresville estaba compuesto por el 97.53% blancos, el 0.28% eran afroamericanos, el 0.2% eran amerindios, el 0.47% eran asiáticos, el 0.02% eran isleños del Pacífico, el 0.29% eran de otras razas y el 1.2% pertenecían a dos o más razas. Del total de la población el 1.07% eran hispanos o latinos de cualquier raza.